# Lampides major
Lampides major är en fjärilsart som beskrevs av Tutt 1907. Lampides major ingår i släktet Lampides och familjen juvelvingar. Inga underarter finns listade i Catalogue of Life.